# Prisão Central de Vladimir

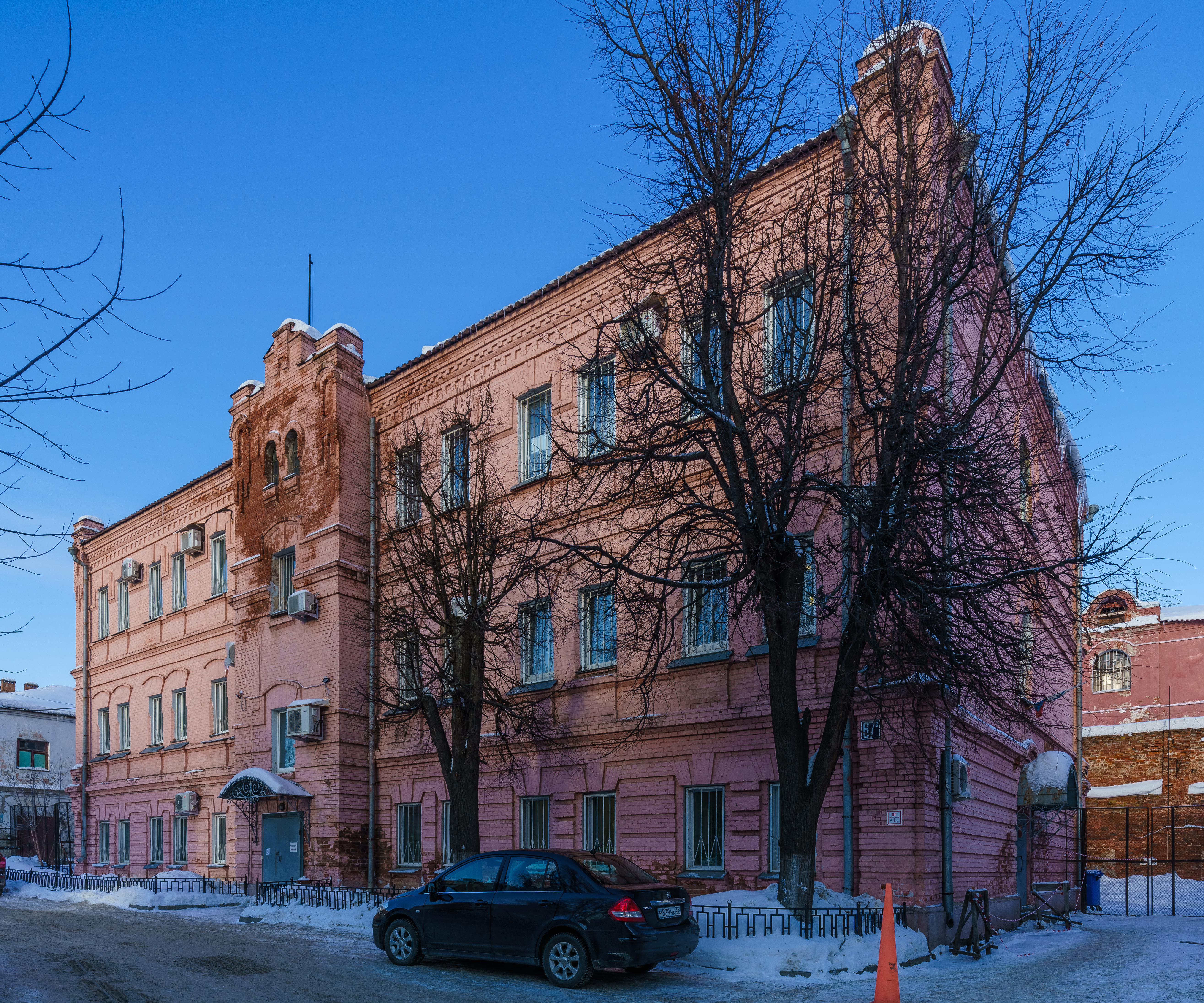
Antigo prédio do tribunal da prisão.

A Prisão Central de Vladimir, informalmente conhecida como Vladimirsky Central (em russo:  Владимирский централ) é uma prisão de segurança máxima localizada na cidade histórica de Vladimir, a pouco mais de 150km da capital federal, Moscou. Foi estabelecida em 1783, ainda no reinado de Catarina, a Grande.  De maneira geral, a maioria dos internos da instituição cumpre penas superiores a dez anos. Outros cumprem prisão perpétua. 
A prisão tornou-se uma das mais conhecidas do mundo durante o período soviético, quando ela passou a abrigar diversos presos políticos, como o marechal nazista Paul Ludwig Ewald von Kleist, os emigrantes judeus Natan Sharansky e Yosef Mendelevitch,  o piloto americano Francis Gary Powers, o filho de Joseph Stalin, Vasili Stalin, o político polonês Jan Jankowski, o militar estoniano Johan Laidoner, o guerrilheiro armênio Gareguin Ter-Harutiunian, o bispo católico Mečislovas Reinys, o arquimandrita ortodoxo Klymentiy Sheptytskyi, o federalista ucraniano Serhiy Yefremov, entre outros.
Posteriormente, nos anos 1990, já com o fim da União Soviética, a prisão passou a receber perigosos e conhecidos membros dos Bratva, a máfia russa.